# ホテルニューオータニ
ホテルニューオータニ（Hotel New Otani）は、東京都千代田区紀尾井町にある株式会社ニューオタニが運営するホテル。
帝国ホテル、ホテルオークラとともに、ホテル「御三家」と称される名門ホテル。

## 概要
日本の高層ビル時代を拓いた歴史的建築物であり、ブランド品などの店舗を館内に擁したプラザ型ホテルというコンセプトで知られている。運営は株式会社ニュー・オータニで、総支配人は髙山剛和（株式会社ニュー・オータニ 取締役）、副総支配人は細山雅利（株式会社ニュー・オータニ 取締役）、総料理長（株式会社ニュー・オータニ 常務）は中島眞介である。

## 沿革
1964年東京オリンピックを2年後に控えた1962年（昭和37年）、オリンピック委員会と政府は外国人来訪を約3万人と予想して受入れ施設の確保を計画し財界に打診すると、大谷重工業社長の大谷米太郎が受諾してホテル建設に着手する。
場所は東京都千代田区紀尾井町で、古くから大名屋敷や旧伏見宮邸跡地であった約2万坪の敷地で、大谷家の私有地となっていた。大成建設の施工で1963年（昭和38年）4月1日に着工した。ただ着工時に設計が全て終わっていたわけではなく、設計図を書きながら建設していくという突貫工事が行われた。日が暮れても工事が続けられた現場は、不夜城にも喩えられた。この結果、1964年（昭和39年）8月31日に竣工を迎えた。そして翌9月1日に現在のザ・メインを開業する。
地上17階、地下3階、延べ床面積84411m2、客室数1085室のホテルを1年半で建設するためにユニットバスや高性能カーテンウォールなど当時最新の合理化工法や、当時最高層の17階建てビルディングであるため後年に超高層ビルの基本となる柔構造理論設計を採用した。
シンボルともいえる最上階の回転ラウンジは、長らくブルースカイラウンジの名で親しまれて東京タワー等と並ぶ名所となった。外国人観光客に富士山を堪能してもらおうと、大谷は完成まで1年と時間が無い中急遽ラウンジの設計を命じた。このラウンジの回転機構には、戦艦大和の主砲塔を回転する技術を継承する尼崎製鉄（現神戸製鋼所）呉作業所で見つけ出した特殊な軸受が使用されている。なお、ラウンジの回転は、2018年（平成30年）3月に安全上の理由より停止されている。
10年後の1974年（昭和49年）9月1日、ザ・メインに隣接して新館のタワー（現在のガーデンタワー）を開業する。地上40階、塔屋3階、地下1階、延床面積88,600m2、高さ144.5m。
1984年（昭和59年）9月4日、ザ・メインのロビーフロアに、当時のミシュラン三ツ星レストランであったパリの老舗レストラン、トゥール・ダルジャンの世界唯一の支店として、『トゥールダルジャン東京』を開業する。
1991年（平成3年）2月8日、ニューオータニガーデンコートを開業する。地上30階、地下3階、延床面積74,434m2、高さ134.7m。
2007年（平成19年）10月、ザ・メインをリニューアルオープンする。換気口を設けたフルハイトウィンドウ（全面窓）となり、眺望が改良される。
2012年4月7日、宴会場で食事をした利用客59人がノロウイルスによる食中毒を発症し、ホテルは4月9日以降調理場の一部の使用を止め、千代田区から一部の調理場と宴会場には4月14日から6日間の営業停止処分が命じられた。

## 歴代総支配人
- 岡田吉三郎 - 元ニューオータニ代表取締役副社長（初代総支配人）
- 大谷和彦 - 創業者大谷米太郎の孫で、現ニューオータニ社長
- 甲田浩 - 元ニューオータニ代表取締役副社長
- 清水肇 - 現ニューオータニ代表取締役社長
- 髙山剛和- 現ニューオータニ取締役

## 歴代総料理長
- 小林作太郎
- 古谷春雄
- 福島正八 - 元ニューオータニ取締役総料理長、現武蔵野調理師専門学校校長
- 伊佐武二 - 前ニューオータニ総料理長、現ニューオータニ最高料理顧問
- 中島眞介 - 現ニューオータニ総料理長

## 館内
- ザ・メイン
  - 宴会場
    - 鶴
    - 芙蓉
    - edo ROOM

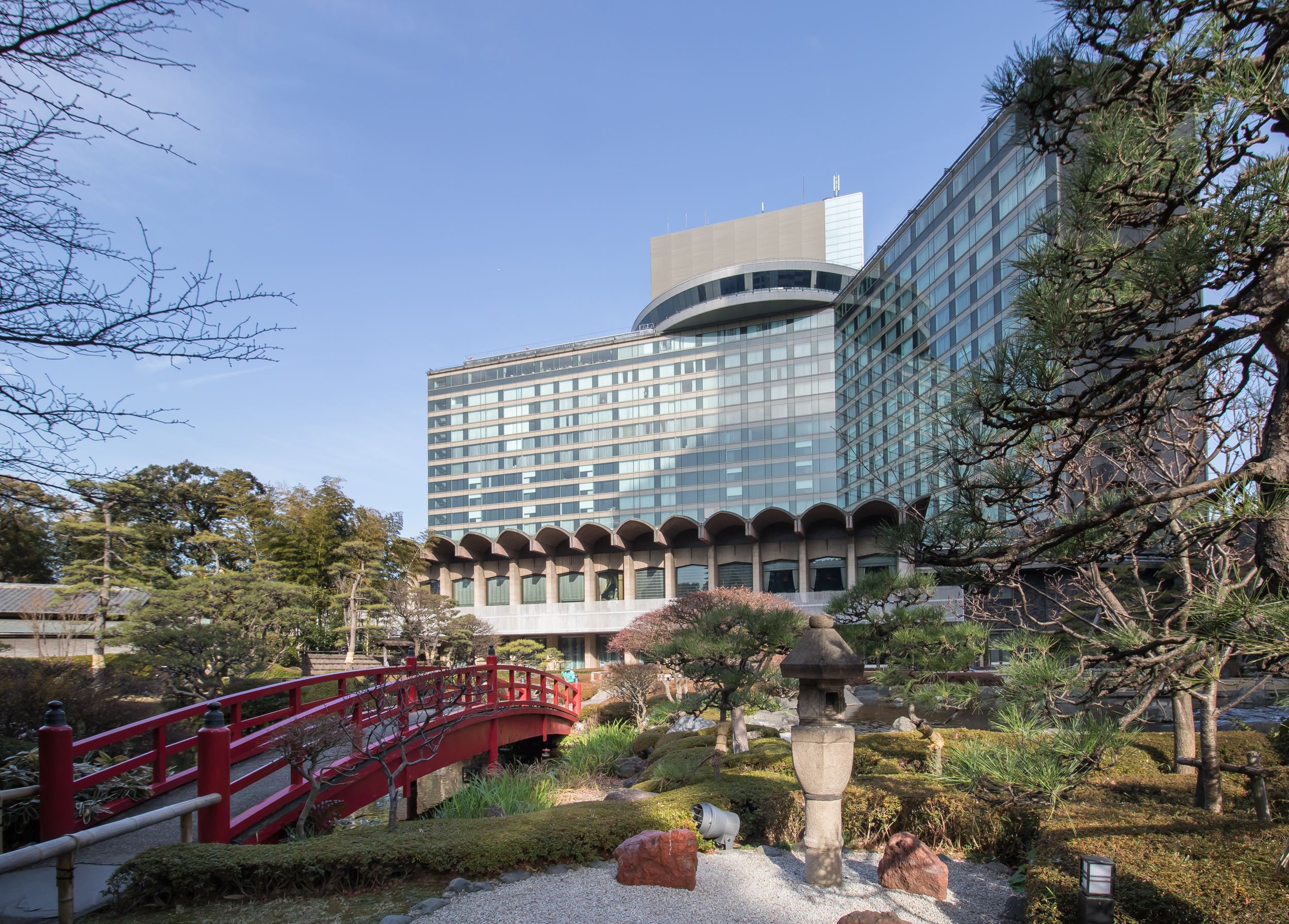
ザ・メイン外観（日本庭園側）

    - PALAZZO OTANI（AZALEA・ACERO）
    - 椿
    - 橘
    - 桜
    - UTAGE
    - おり鶴（舞・翔・麗・悠）
    - AKATSUKI
    - AKEBONO
    - STELLA（1・2・3）
    - LAPIS（1・2・3・L）

  - レストラン
    - VIEW＆DINING THE Sky（ビュッフェダイニング、バー）
    - Sky BAR（バー）
    - 大観苑（中国料理）
    - SATSUKI（コーヒーショップ）
    - LA TOUR D'ARGENT（フランス料理）
    - BAR CAPRI（バー）
    - RIB ROOM（ステーキハウス）
    - 岡半（すきやき、しゃぶしゃぶ）
    - 久兵衛（寿司）
    - ほり川（天麩羅）
    - ほり川（日本料理）
    - ふみぜん（とんかつ、季節料理）
    - にいづ（そば、うなぎ）
    - 伊勢廣（やきとり）
    - トムCAT（ピッツァカフェ）
    - ペシャワール（喫茶）
    - 藍泉（割烹）
    - RANSEN はなれ（バー）

  - CAKE
    - Patisserie SATSUKI（パン&ケーキ）
    - PIERRE HERME PARIS（フレンチペストリー）

- ガーデンタワー
  - 宴会場
    - 鳳凰
    - 翠鳳
    - きく
    - すいせん
    - あせび
    - やまぶき

  - レストラン

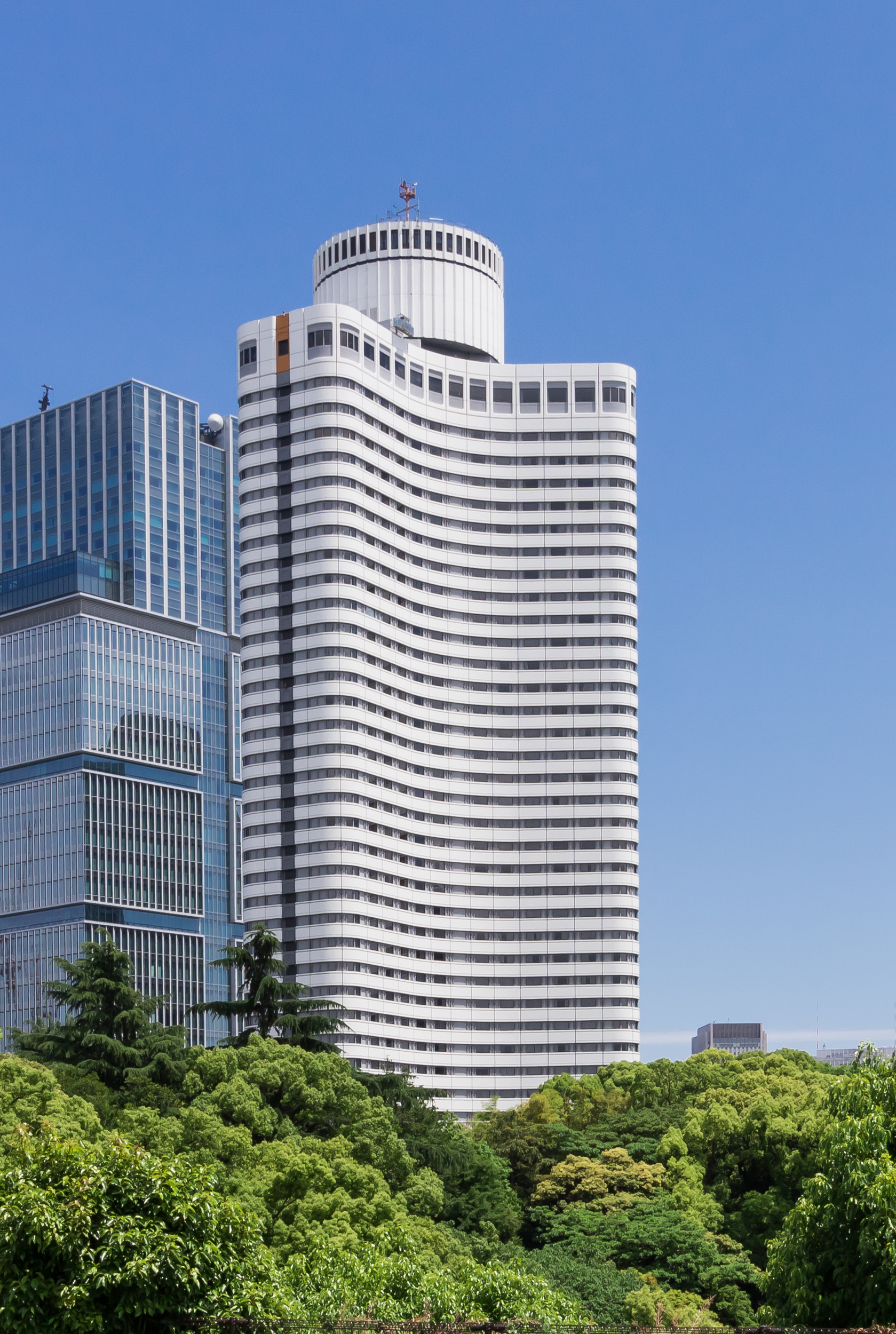
ガーデンタワー外観

    - タワーレストラン（ビュッフェダイニング）
    - BELLA VISTA（西洋料理・新江戸洋食）
    - THE BAR（バー）
    - GARDEN LOUNGE（ティー&カクテル）
    - TRADER VIC'S TOKYO（インターナショナル料理）
    - TRADER VIC'S TOKYO BOATHOUSE BAR（バー）
    - なだ万（日本料理）
    - 久兵衛（寿司）
    - カフェ ラ ミル 紀尾井町（喫茶・軽食）

- ガーデンコート
  - 宴会場
    - シリウス
    - アリエス
    - クレセント
    - ボードルーム
    - サミットイースト
    - サミットウエスト

  - レストラン
    - KATO'S DINING&BAR（日本料理）
    - 千羽鶴（料亭）
    - ガンシップ（インターナショナル料理）
    - ミルクホール（カフェテリア）

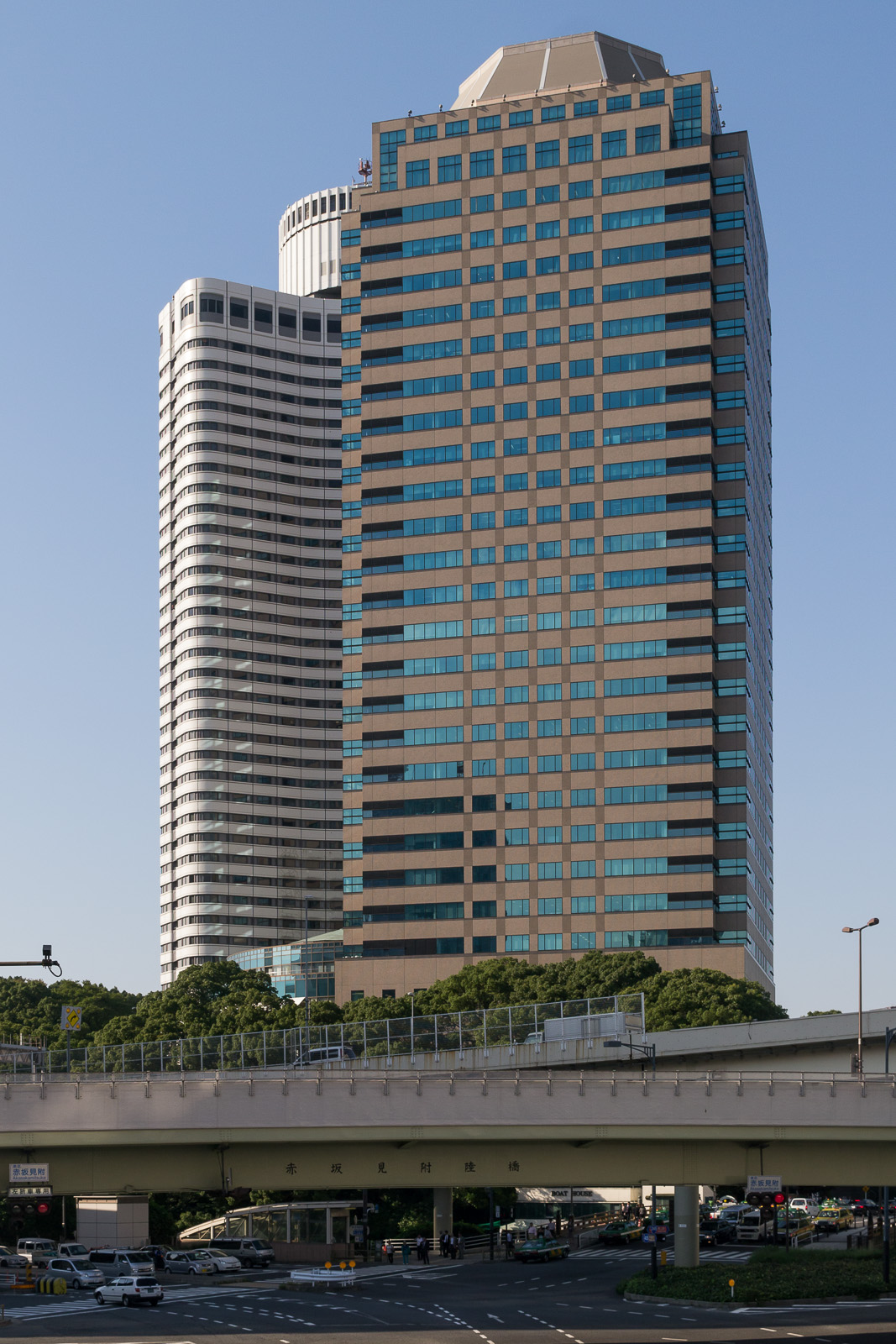
ガーデンコート外観

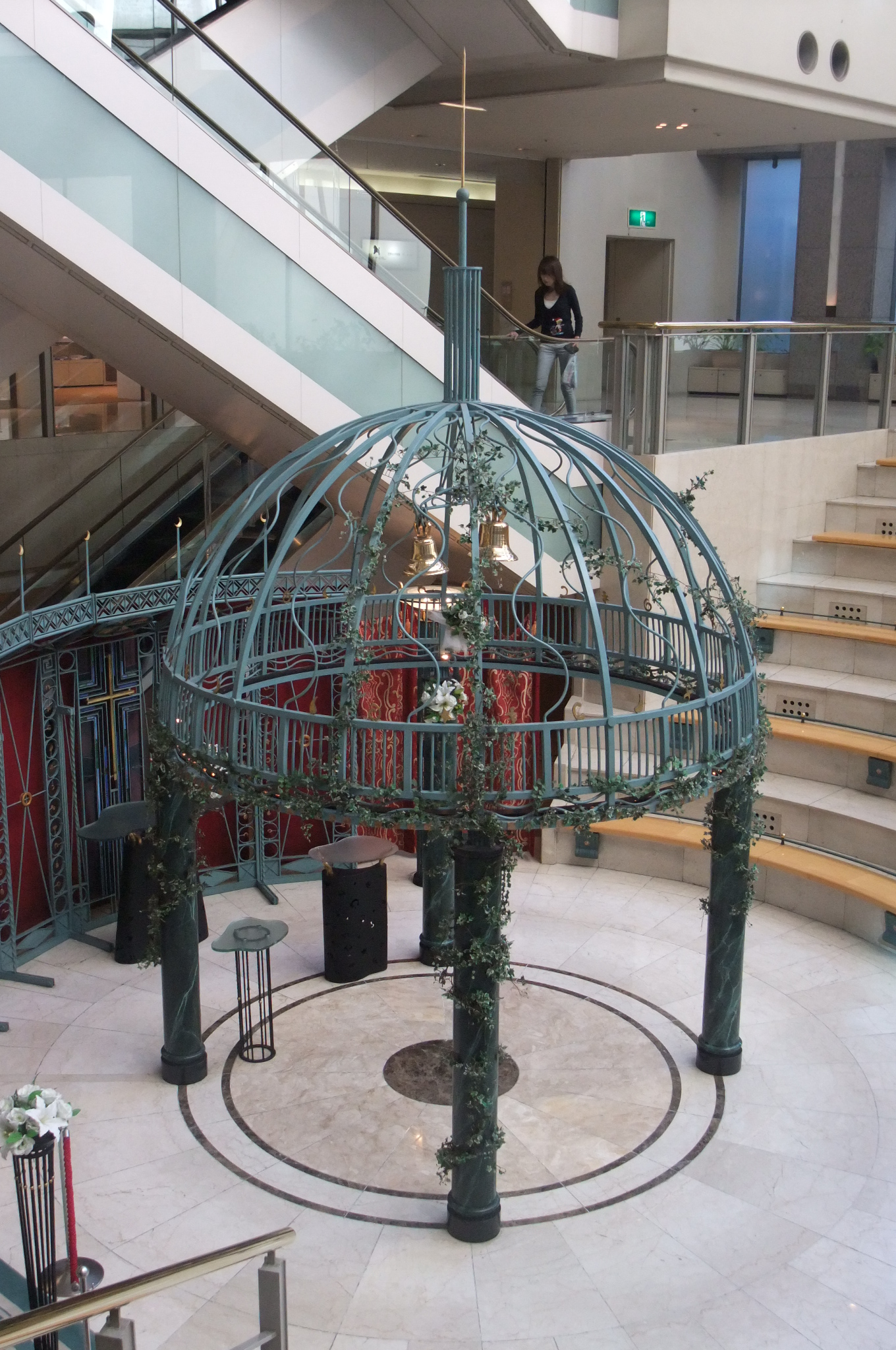
ガーデンコートのロートアイアン製の半屋外チャペル

    - TULLY'S COFFEE（カフェ&ラウンジ）
- 日本庭園
  - レストラン
    - 石心亭（鉄板焼）
    - ガーデンレストラン 清泉亭（鉄板焼）
    - ガーデンレストラン もみじ亭（鉄板焼）
    - なだ万 山茶花荘（懐石料理）
- 新紀尾井町ビル
  - レストラン
    - AUX BACCHANALES（フレンチカフェレストラン・ベーカリー）

## ギャラリー

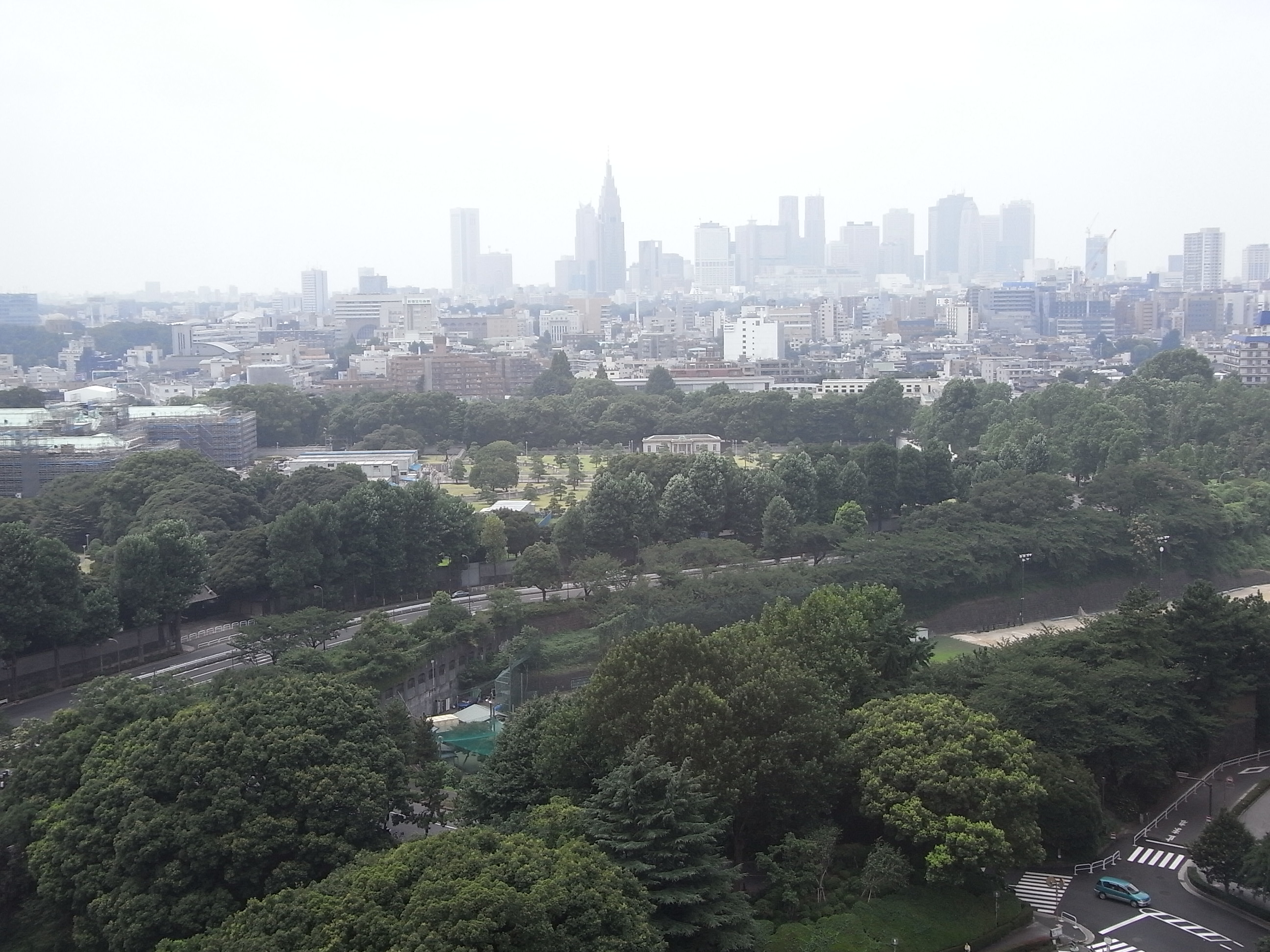
西側、四谷、新宿方面を見る（2008年8月2日撮影）
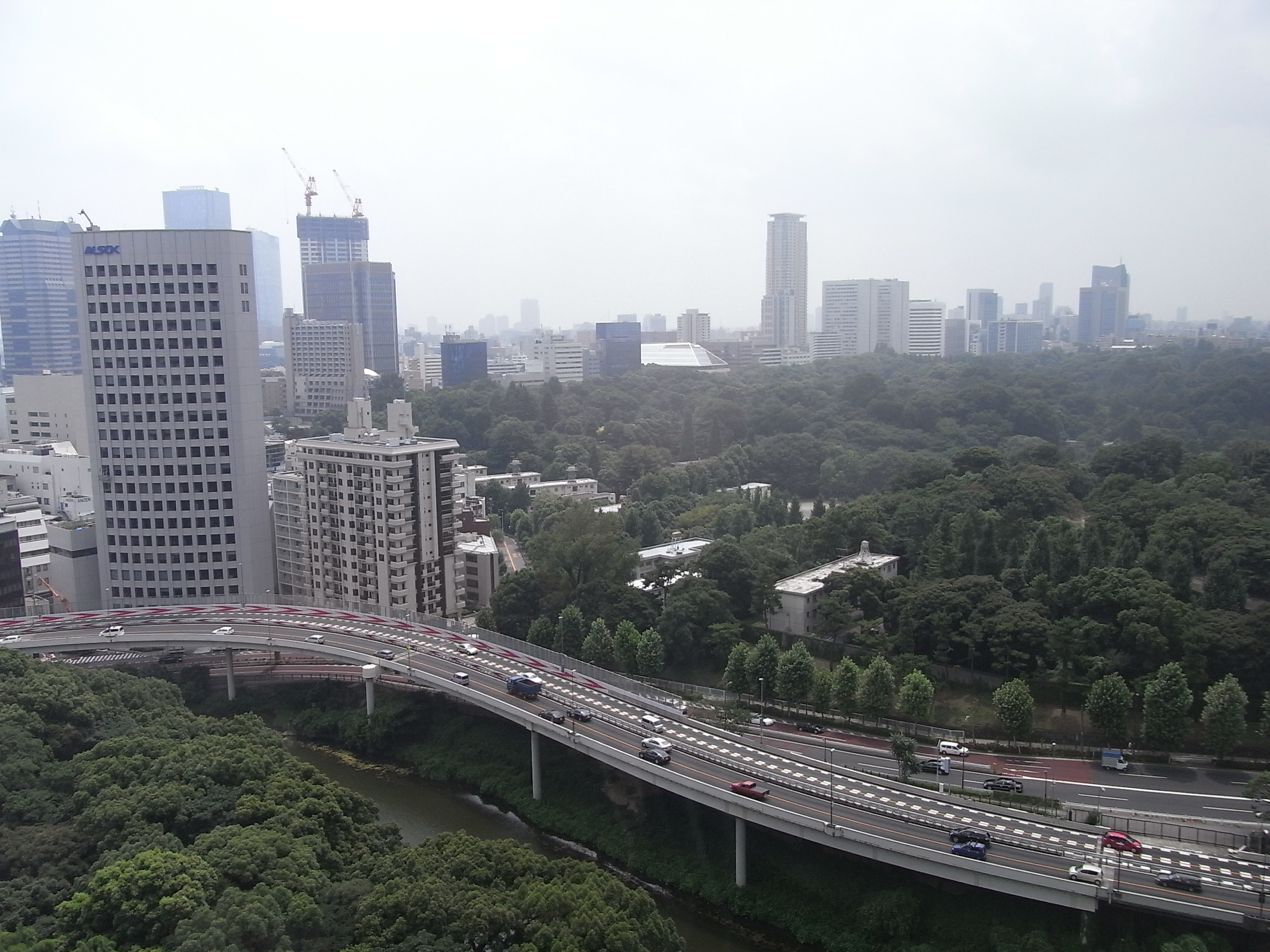
南西側、青山、渋谷方面を見る（2008年8月2日撮影）
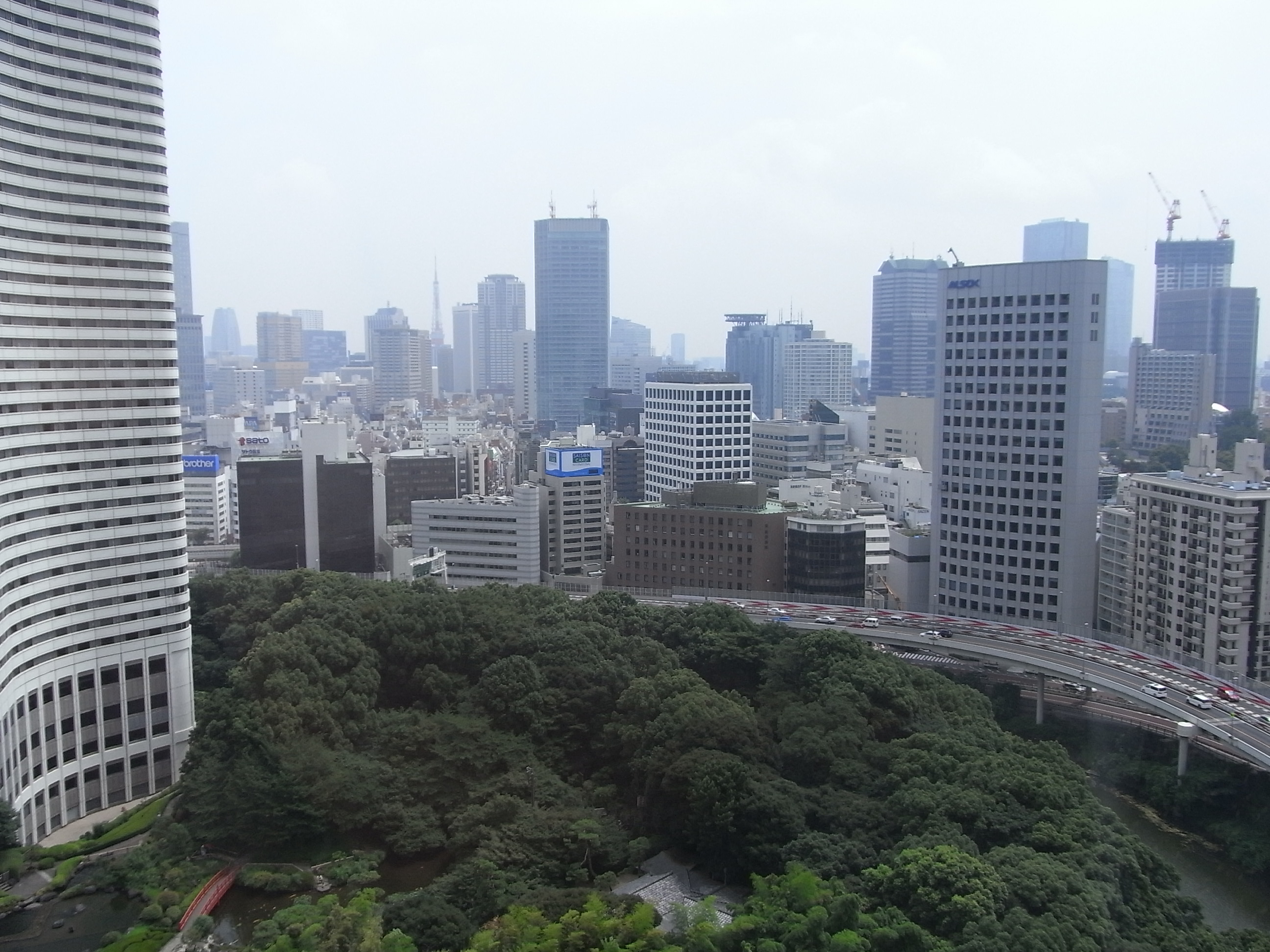
南側、赤坂見附、六本木方面を見る（2008年8月2日撮影）
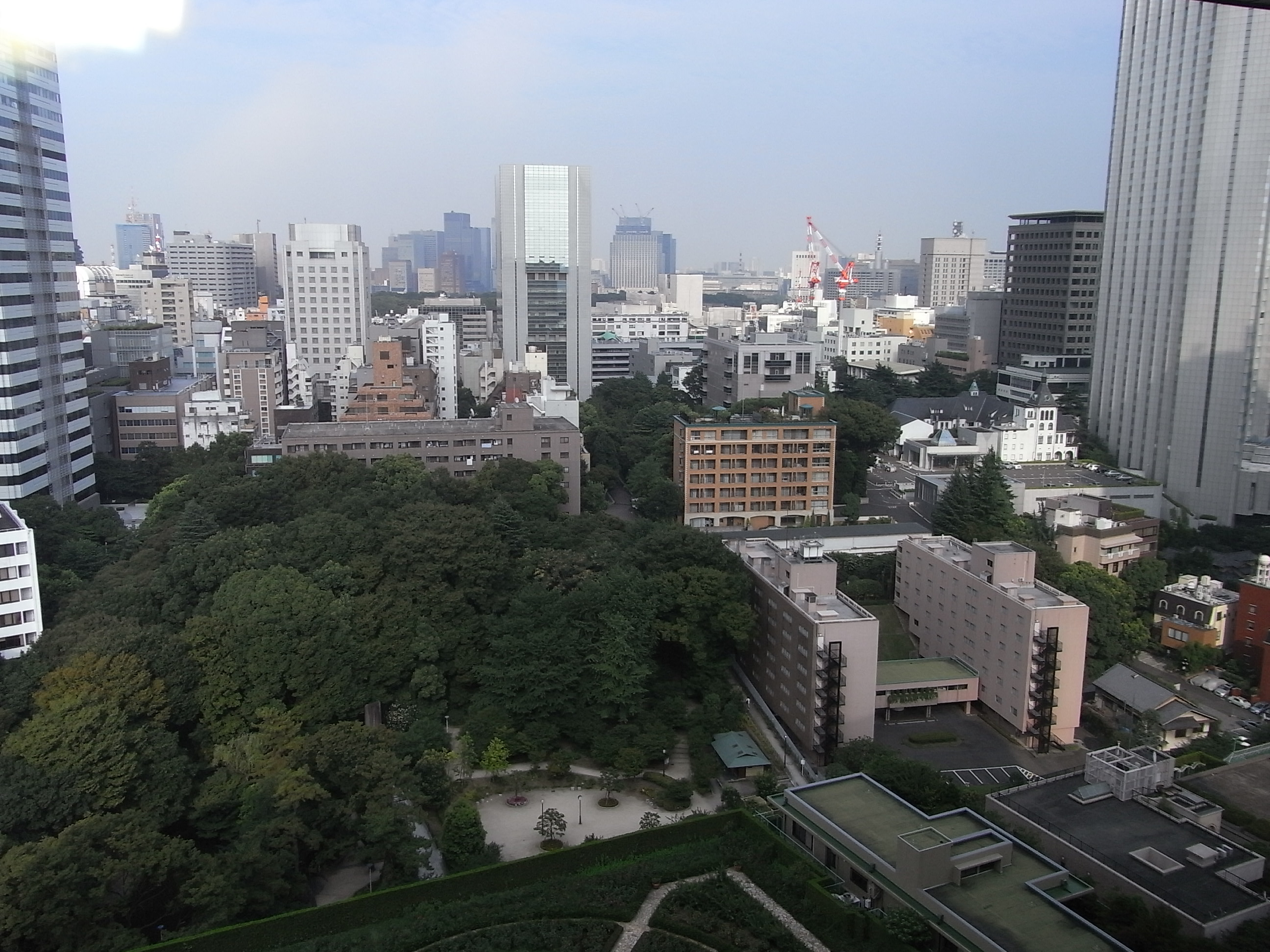
南東側、永田町、霞ヶ関方面を見る（2008年8月2日撮影）

## 本ホテルが舞台となった作品・できごと
モダンで目立つ外観のため、多くの映画で背景になっている。映画『男はつらいよ』では寅さんが妹のさくらのお見合いを台無しにして、逆にこれが愛を深めるきっかけとなる。映画『007は二度死ぬ』では、作中で、悪役組織の日本の本拠「大里化学」の本社ビルとして登場する。
小説・映画『人間の証明』では、作中で、ホテルニューオータニの外見と被害者混血青年のダイイングメッセージ「ストウハ（=ストローハット）」が伏線である。なお、作者である森村誠一は、ニューオータニへの勤務経験がある。
江川事件の発端となる江川卓投手の入団記者会見の会場となった。
アメリカのドラマ『フルハウス』の続編、『フラーハウス』では、当ホテルの日本庭園で結婚式のシーンを現地で撮影を行った。
しかし、D.J.たちが着物を盗むシーンは、ロサンゼルスでのスタジオでロビーを模したセットで撮影したものである。